# Villes
Pour les articles homonymes, voir Ville (homonymie).
Villes est une commune française située dans le département de l'Ain, en région Auvergne-Rhône-Alpes. Le village se trouve tout près de la Suisse.
Les habitants de Villes s'appellent les Villatus.

## Géographie

### Localisation
La commune de Villes est située à 40 km de l'aéroport international de Genève et à 107 km de l'aéroport international de Lyon.
De plus, la commune est située à 5 km de la gare multimodale de Bellegarde-sur-Valserine (située sur la commune de Valserhône), qui permet de relier Valserhône à Genève ou Paris.

### Climat
Pour des articles plus généraux, voir Climat d'Auvergne-Rhône-Alpes et Climat de l'Ain.
En 2010, le climat de la commune est de type climat de montagne, selon une étude du CNRS s'appuyant sur une série de données couvrant la période 1971-2000. En 2020, Météo-France publie une typologie des climats de la France métropolitaine dans laquelle la commune est exposée à un climat de montagne ou de marges de montagne et est dans une zone de transition entre les régions climatiques « Jura » et « Alpes du nord ».
Pour la période 1971-2000, la température annuelle moyenne est de 9,9 °C, avec une amplitude thermique annuelle de 17,8 °C. Le cumul annuel moyen de précipitations est de 1 497 mm, avec 11,8 jours de précipitations en janvier et 8,7 jours en juillet. Pour la période 1991-2020, la température moyenne annuelle observée sur la station météorologique de Météo-France la plus proche, « Bellegarde », sur la commune de Valserhône à 4 km à vol d'oiseau, est de 11,1 °C et le cumul annuel moyen de précipitations est de 1 184,6 mm,. Pour l'avenir, les paramètres climatiques de la commune estimés pour 2050 selon différents scénarios d'émission de gaz à effet de serre sont consultables sur un site dédié publié par Météo-France en novembre 2022.

## Urbanisme

### Typologie
Au 1er janvier 2024, Villes est catégorisée commune rurale à habitat dispersé, selon la nouvelle grille communale de densité à 7 niveaux définie par l'Insee en 2022.
Elle est située hors unité urbaine. Par ailleurs la commune fait partie de l'aire d'attraction de Genève - Annemasse (partie française), dont elle est une commune de la couronne,. Cette aire, qui regroupe 158 communes, est catégorisée dans les aires de 700 000 habitants ou plus (hors Paris),.

### Occupation des sols
L'occupation des sols de la commune, telle qu'elle ressort de la base de données européenne d’occupation biophysique des sols Corine Land Cover (CLC), est marquée par l'importance des forêts et milieux semi-naturels (73,9 % en 2018), en diminution par rapport à 1990 (75,4 %). La répartition détaillée en 2018 est la suivante : 
forêts (58,3 %), milieux à végétation arbustive et/ou herbacée (15,6 %), zones agricoles hétérogènes (13,4 %), terres arables (6,9 %), zones urbanisées (3,9 %), prairies (2 %).
L'évolution de l’occupation des sols de la commune et de ses infrastructures peut être observée sur les différentes représentations cartographiques du territoire : la carte de Cassini (XVIIIe siècle), la carte d'état-major (1820-1866) et les cartes ou photos aériennes de l'IGN pour la période actuelle (1950 à aujourd'hui).

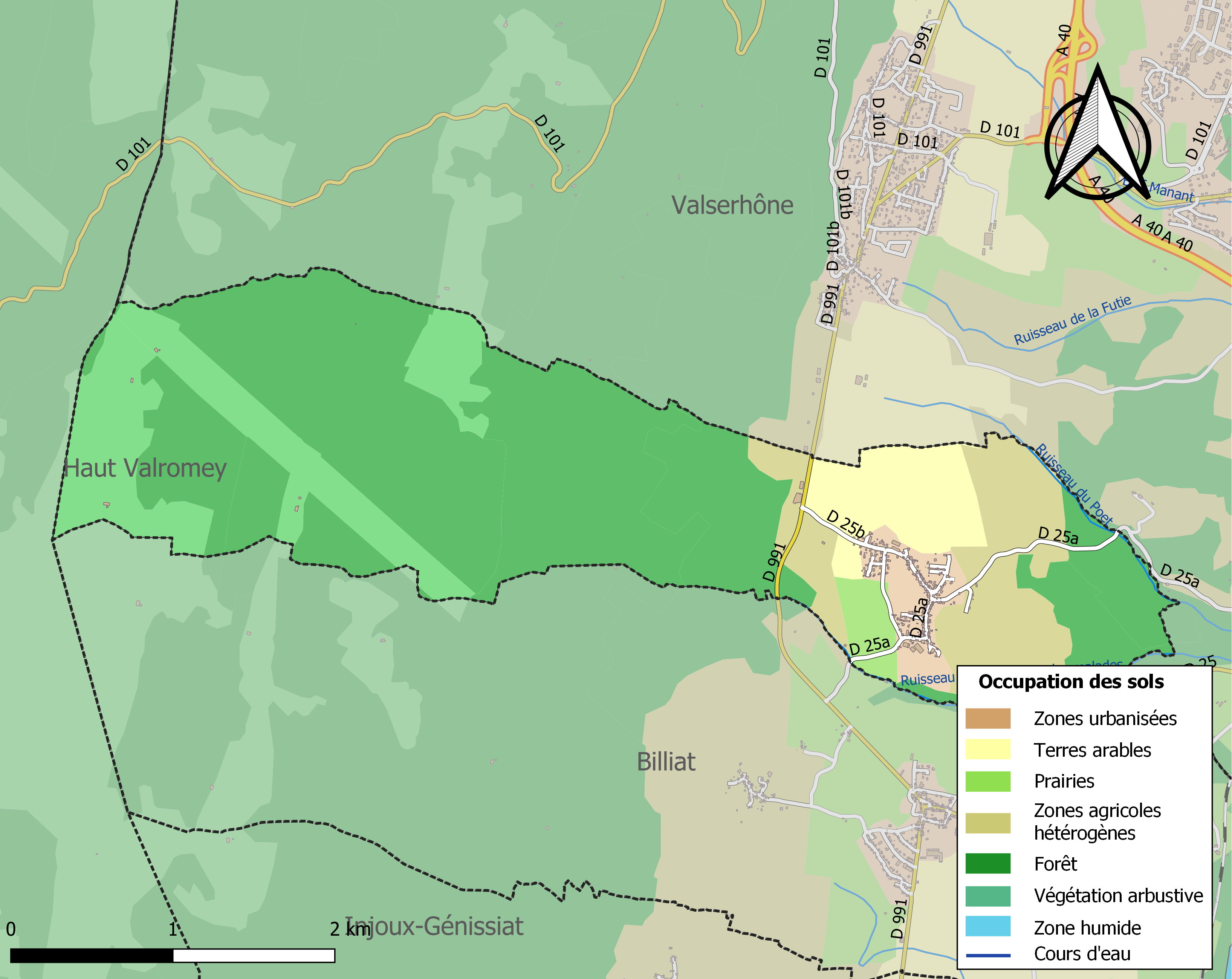
Carte des infrastructures et de l'occupation des sols de la commune en 2018 (CLC).

## Histoire
- ancien prieuré bénédictin issu du monastère de Nantua, rattaché à  Cluny.
- village natal de Jean François Coste médecin-chef du corps expéditionnaire français de l'indépendance américaine, médecin des armées de la Révolution française et du Premier Empire, 1er maire de Versailles.

## Politique et administration

### Découpage territorial
La commune de Villes est membre de la communauté de communes Terre Valserhône, un établissement public de coopération intercommunale (EPCI) à fiscalité propre créé le 30 décembre 2002 dont le siège est à Valserhône. Ce dernier est par ailleurs membre d'autres groupements intercommunaux.
Sur le plan administratif, elle est rattachée à l'arrondissement de Nantua, au département de l'Ain et à la région Auvergne-Rhône-Alpes. Sur le plan électoral, elle dépend du canton de Valserhône pour l'élection des conseillers départementaux, depuis le redécoupage cantonal de 2014 entré en vigueur en 2015, et de la troisième circonscription de l'Ain  pour les élections législatives, depuis le dernier découpage électoral de 2010.

### Administration municipale

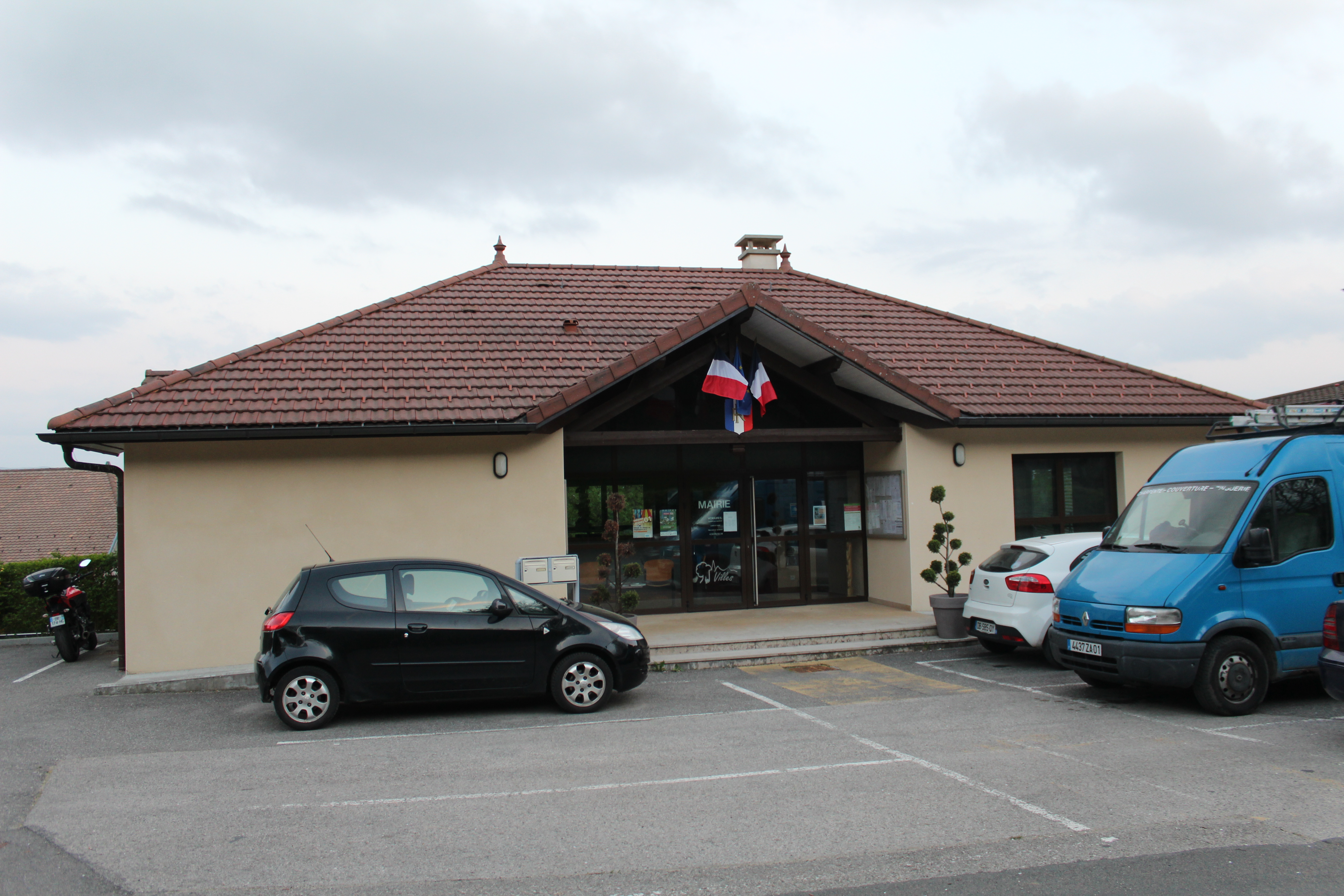
Mairie.

| Période | Période  | Identité             | Étiquette | Qualité        |
| ------- | -------- | -------------------- | --------- | -------------- |
| 1864    | 1877     | Joseph Bondet        |           |                |
| 1877    | 1878     | François Gret        |           |                |
| 1878    | 1881     | Antoine Gret         |           |                |
| 1881    | 1887     | Jean-Baptiste Michel |           |                |
| 1887    | 1919     | François Mollard     |           |                |
| 1919    | 1930     | Charles Bouvier      |           |                |
| 1930    | 1965     | Joseph Bouvier       |           |                |
| 1965    | 2001     | Raymond Bouvier      |           |                |
| 2001    | 2014     | Marie-Hélène Bouvier |           | Réélue en 2008 |
| 2014    | En cours | Guy Susini           | SE        | Retraité       |

## Démographie
L'évolution du nombre d'habitants est connue à travers les recensements de la population effectués dans la commune depuis 1793. Pour les communes de moins de 10 000 habitants, une enquête de recensement portant sur toute la population est réalisée tous les cinq ans, les populations de référence des années intermédiaires étant quant à elles estimées par interpolation ou extrapolation. Pour la commune, le premier recensement exhaustif entrant dans le cadre du nouveau dispositif a été réalisé en 2008.

En 2022, la commune comptait 390 habitants, en évolution de +6,85 % par rapport à 2016 (Ain : +5,15 %, France hors Mayotte : +2,11 %).
| 1793 | 1800 | 1806 | 1821 | 1831 | 1836 | 1841 | 1846 | 1851 |
| ---- | ---- | ---- | ---- | ---- | ---- | ---- | ---- | ---- |
| 310  | 271  | 406  | 429  | 417  | 346  | 432  | 431  | 395  |

| 1856 | 1861 | 1866 | 1872 | 1876 | 1881 | 1886 | 1891 | 1896 |
| ---- | ---- | ---- | ---- | ---- | ---- | ---- | ---- | ---- |
| 439  | 369  | 349  | 325  | 345  | 328  | 302  | 275  | 260  |

| 1901 | 1906 | 1911 | 1921 | 1926 | 1931 | 1936 | 1946 | 1954 |
| ---- | ---- | ---- | ---- | ---- | ---- | ---- | ---- | ---- |
| 257  | 277  | 240  | 198  | 179  | 139  | 134  | 141  | 114  |

| 1962 | 1968 | 1975 | 1982 | 1990 | 1999 | 2006 | 2008 | 2013 |
| ---- | ---- | ---- | ---- | ---- | ---- | ---- | ---- | ---- |
| 108  | 146  | 157  | 184  | 226  | 268  | 340  | 361  | 351  |

| 2018 | 2022 | - | - | - | - | - | - | - |
| ---- | ---- | - | - | - | - | - | - | - |
| 387  | 390  | - | - | - | - | - | - | - |

## Enseignement

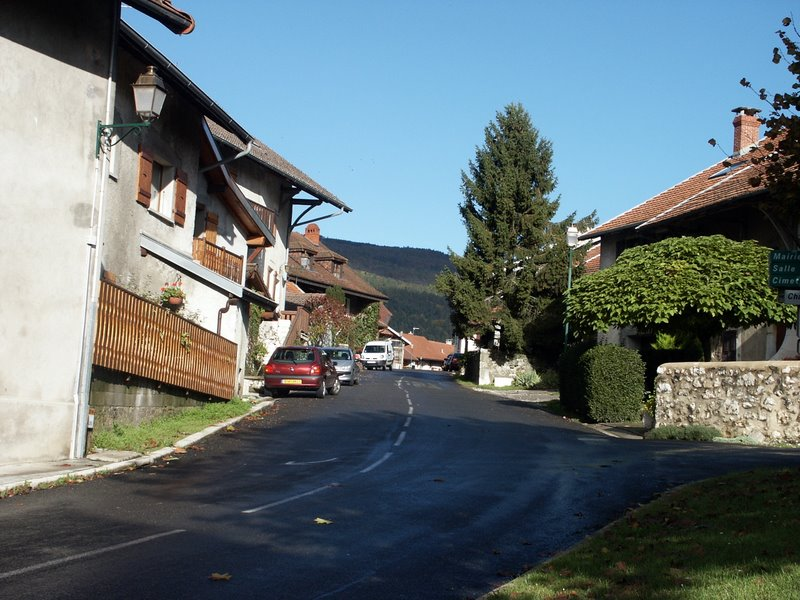
Aperçu de Villes.

La commune dispose d'une école primaire située 4 rue de la Promenade, ainsi qu'une cantine scolaire.
Les collégiens et lycéens sont scolarisés dans les différents collèges de Bellegarde-sur-Valserine, dont la cité scolaire Saint-Exupéry.
Le ramassage scolaire est assuré par la régie départementale des transports de l'Ain.

## Culture locale et patrimoine

### Lieux et monuments
- Église Saint-Nicolas de Villes.